# Lista de membros titulares da Academia Brasileira de Ciências empossados em 1991
Esta lista contém os nomes dos membros titulares da Academia Brasileira de Ciências empossados em 1991.
| Imagem | Nome                    | Datas de nascimento e falecimento             | Local de nascimento   | Área de especialização | Alma mater | Data de posse       | Conhecido por                                                                               | Referências |
| ------ | ----------------------- | --------------------------------------------- | --------------------- | ---------------------- | ---------- | ------------------- | ------------------------------------------------------------------------------------------- | ----------- |
|        | Adolpho José Melfi      | 17 de março de 1937                           |                       | Ciências da Terra      | USP        | 26 de março de 1991 |                                                                                             |             |
|        | Alaor Silvério Chaves   | 11 de novembro de 1942                        | Estrela do Indaiá, MG | Ciências Físicas       | UFMG       | 26 de março de 1991 | Presidente da Sociedade Brasileira de Física (2007 a 2009)                                  |             |
|        | José Fernando Perez     | 13 de outubro de 1944                         | Santos, SP            | Ciências Físicas       | USP        | 26 de março de 1991 |                                                                                             |             |
|        | Keti Tenenblat          | 27 de novembro de 1944                        | Esmirna, Turquia      | Ciências Matemáticas   | UFRJ       | 26 de março de 1991 |                                                                                             |             |
|        | Marco Antonio Zago      | 01 de novembro de 1946                        | Birigui, SP           | Ciências da Saúde      |            | 26 de março de 1991 | Reitor da Universidade de São Paulo (2014 - 2018) Secretário de Saúde de São Paulo (2018 -) |             |
|        | Roberto Dall'Agnol      | 01 de agosto de 1949                          | Passo Fundo, RS       | Ciências da Terra      | UFRGS      | 26 de março de 1991 |                                                                                             |             |
|        | Welington Celso de Melo | 17 de novembro de 1946 21 de dezembro de 2016 | Guapé, MG             | Ciências Matemáticas   | UFMG       | 26 de março de 1991 | Prêmio TWAS (Matemática, 2003)                                                              | [ 2 ]       |
|        | Willy Beçak             | 26 de outubro de 1932                         | Mulhouse, França      | Ciências Biomédicas    | USP        | 26 de março de 1991 | Presidente da Fundação Butantan Diretor do Laboratório de Genética do Instituto Butantan    |             |